# Storia della Sardegna signorile e comunale
La storia della Sardegna signorile e comunale si riferisce a quel periodo della storia della Sardegna che ebbe iniziò nella seconda metà del XIII secolo quando, a seguito della caduta dei giudicati di Cagliari (1258), Torres (1259) e Gallura (1288), negli ex-territori giudicali sotto l'influenza pisana e genovese, si aprì una nuova fase storica caratterizzata da un nuovo assetto politico-amministrativo signorile e comunale ispirato ai modelli vigenti nell'Italia centro-settentrionale. Questa fase storica si protrasse fino alla completa conquista aragonese dell'isola e alla conseguente unificazione del regno di Sardegna.
Gli altri ex-territori giudicali caduti sotto l'influenza del giudicato di Arborea mantennero invece istituzioni simili a quelli degli stati precedenti, anche in questo caso fino alla conquista aragonese.

## La Sardegna signorile

Stemma della famiglia Doria

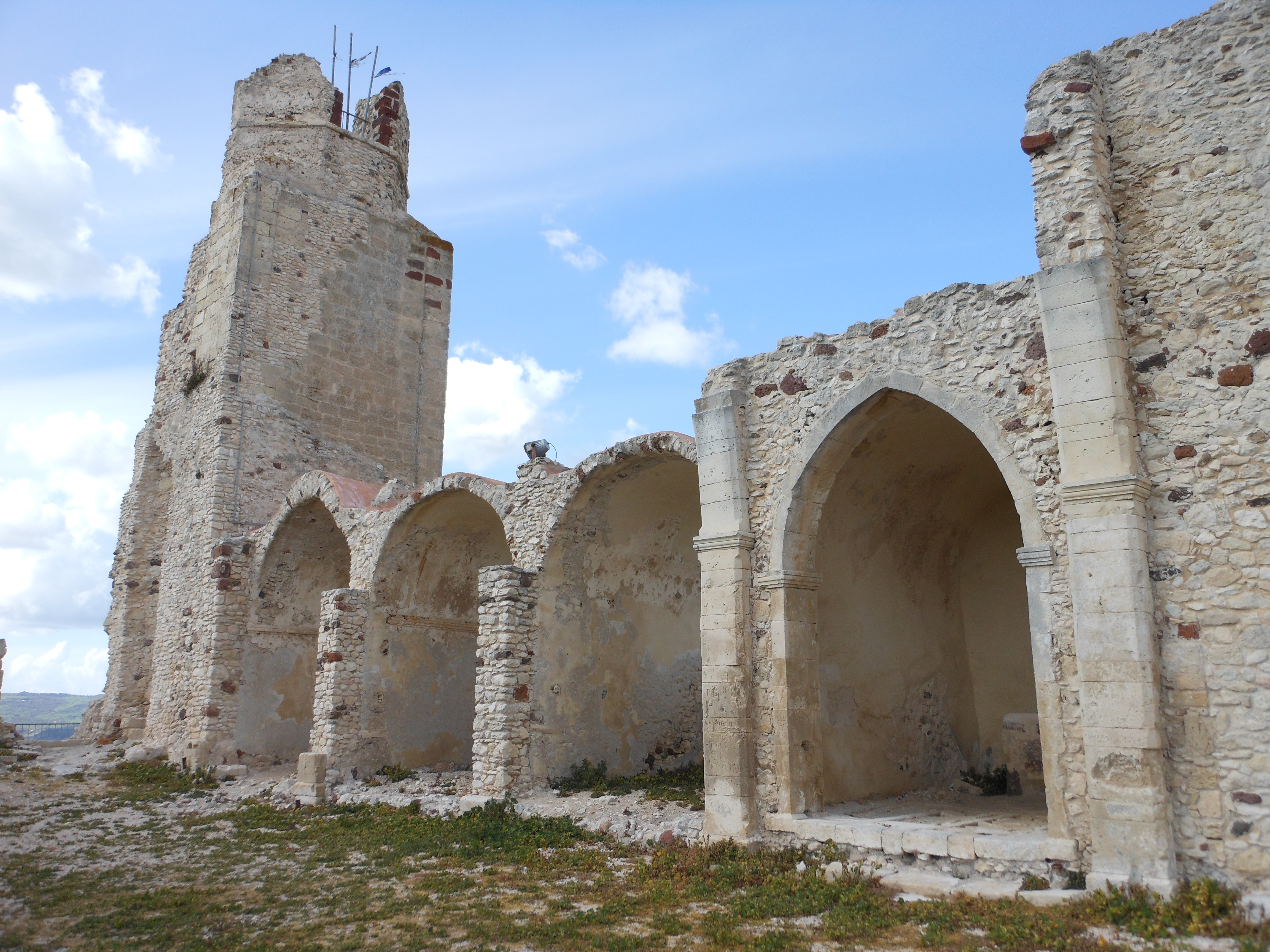
Castello dei Doria, Chiaramonti

### I Doria
I Doria, che vantavano legami di parentela con i giudici di Torres, dopo la scomparsa del Giudicato di Torres si spartirono la gran parte delle sue curatorie: Anglona, Nurra, Nuluaro, Nurcara, Caputabbas, Meilogu-Oppia e Nughedu e alcune del giudicato di Arborea.
Le ville più importanti, come Castelgenovese, erano dotate di Statuti o Brevi ed erano rette da dei podestà con la loro corte. 
Il territorio era difeso da un efficiente sistema di fortificazioni costituita da una rete di castelli e rocche fortificate come Alghero.

#### Le rivolte antiaragonesi dei Doria
Nel 1323 i Doria divennero vassalli del re di Aragona Giacomo II, dopo aver firmato un atto con l'infante Alfonso, che si apprestava a conquistare i territori pisani della Sardegna per dare vita al regno di Sardegna e Corsica, infeudato agli aragonesi da Papa Bonifacio VIII nel 1297.
Tuttavia solamente un anno più tardi, Branca, Bernabò e Vinciguerra Doria ruppero l'accordo e tentarono di occupare la città di Sassari ma fallirono nel loro intento. Cinque anni dopo, nel 1329, si ribellarono nuovamente, assieme ai sassaresi, contro il governo aragonese venendo sconfitti anche in questa occasione dagli iberici e dagli arborensi.

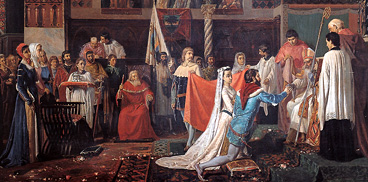
Nozze di Eleonora d'Arborea e Brancaleone Doria
(opera di fantasia del Benini, XIX secolo)

Nel 1347 i Doria sardi riuniti affrontarono l'esercito regnicolo in località Aidu de Turdu (tra Giave e Bonorva) e lo sconfissero; tuttavia a causa della peste nera la guerra si fermò e la vittoria rimase quindi un caso isolato. Successivamente, nel 1353, i Doria si allearono con il giudicato di Arborea, entrato anch'esso in conflitto con gli aragonesi.
Nel 1376 Brancaleone Doria sposò Eleonora d'Arborea, unificando i suoi possedimenti con quelli arborensi. Dopo varie battaglie riuscì a conquistare gran parte della Sardegna, lasciando agli aragonesi solo la città di Castel di Castro e Alghero. Alla sua morte nel 1409, la potenza dei Doria sardi si fece progressivamente sempre più flebile a vantaggio degli aragonesi che riconquistarono gran parte dei territori perduti.
L'ultimo dei Doria sardi fu Nicolò Doria, figlio di Brancaleone, che continuò la guerra contro gli aragonesi ma venne sconfitto e ucciso nel 1448 dopo che si era rifugiato a Castelgenovese, in seguito rinominata Castelaragonese.

### I Malaspina

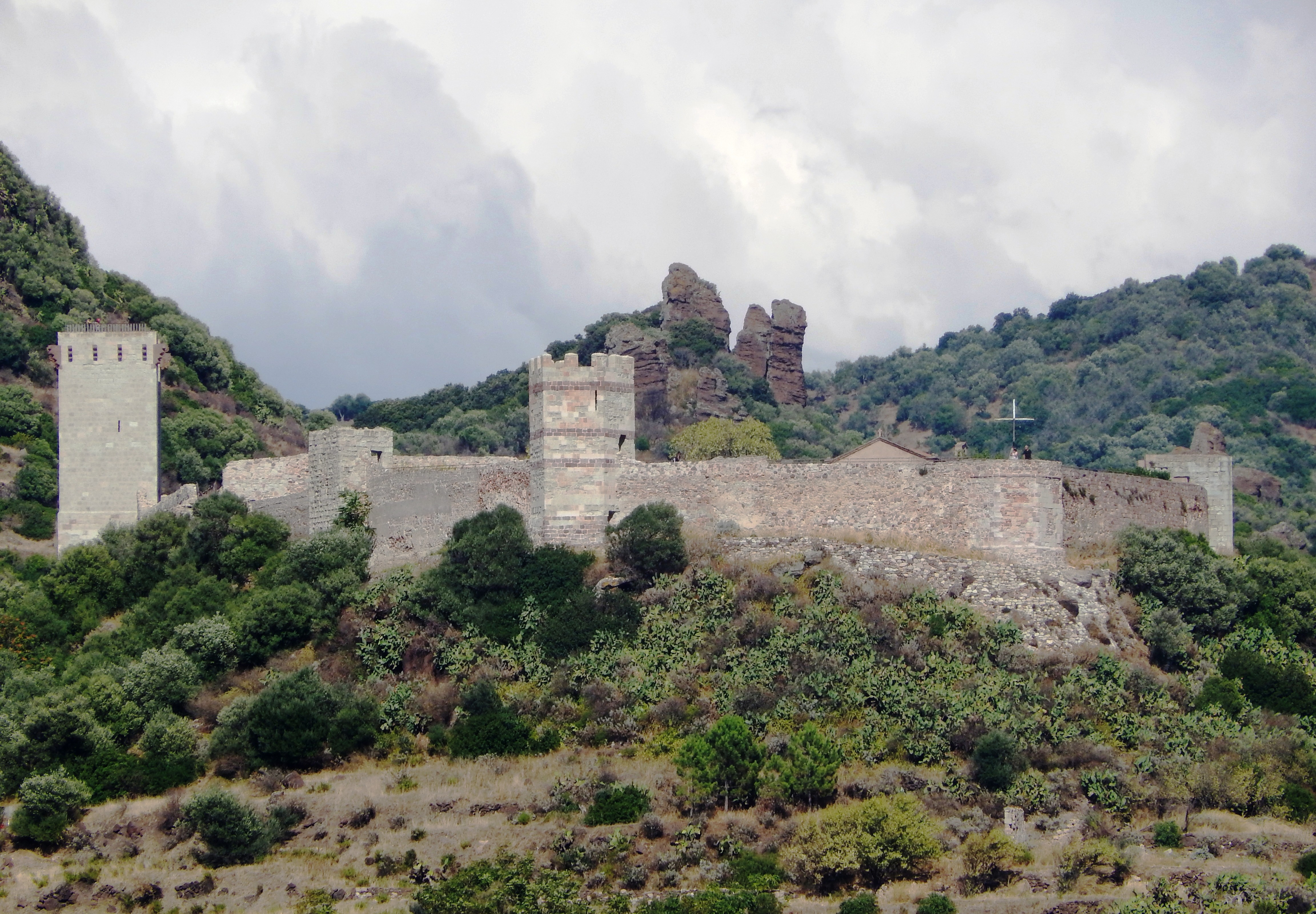
Il castello di Serravalle, Bosa

Stemma della famiglia Malaspina

I marchesi di Mulazzo, dell'antica casata dei Malaspina, discendente da Alberto Malaspina, Signore di Bosa Nuova, all'inizio del duecento erano proprietari parcellari nel giudicato di Torres della curatoria della Planargia con Bosa, di quella di Montes con Osilo nonché di parte delle curatorie di Costavalle, Coros e Figulina.
Vendettero nel 1308 parte delle loro proprietà (la Planargia, Bosa e Costavalle) ai giudici di Arborea e nel 1309 divennero vassalli degli Aragonesi (atto che fu poi rettificato nel 1323, quando l'infante Alfonso stava assediando Villa di Chiesa).
Nel 1343, alla morte senza figli di Giovanni Malaspina di Villafranca, tutti i possedimenti sardi malaspiniani passarono per testamento a Pietro IV di Aragona, che li inglobò nel regno di Sardegna.

### I Della Gherardesca
(Giosuè Carducci, Faida di Comune)

Stemma della famiglia Della Gherardesca.

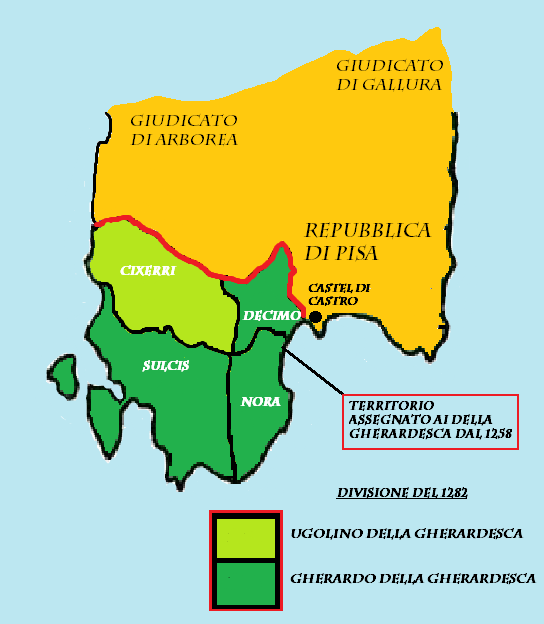
Carta generalizzata dei possedimenti dei Della Gherardesca nella Sardegna sud-occidentale (verde)

Ugolino e Gherardo della Gherardesca, conti di Donoratico, dopo la fine del giudicato di Calari nel 1258 ottennero, per meriti militari, il terzo del territorio giudicale corrispondente alle curatorie sud-occidentali del Cixerri, Sulcis, Decimo e Nora. Questo "terzo" venne poi frazionato nel 1282 in due "sesti", il Cixerri andò ad Ugolino della Gherardesca mentre le restanti curatorie passarono nelle mani degli eredi di Gherardo della Gherardesca, giustiziato a Napoli nel 1268. Più precisamente al ramo ugoliniano andarono i territori del Cixerri a nord del fiume omonimo più Teulada, Nuxis, Giba, Pula e altri possessi mentre al ramo gherardiano il Sulcis, dal rio Cixerri al rio Palmas, Villa San Pietro, Decimomannu, Solanas e la zona dell'attuale Villasimius.
Nel Cixerri, ricco di miniere di piombo e argento, il conte Ugolino promosse la nascita di una nuova città che avrebbe assunto il nome di Villa di Chiesa, l'attuale Iglesias. Dopo la morte del conte Ugolino avvenuta nel marzo del 1289 nella torre della Muda di Pisa, dove era stato imprigionato l'estate del 1288 a causa dell'accusa di sedizione e alto tradimento, i suoi possedimenti sardi del Cixerri furono ereditati dal figlio Guelfo della Gherardesca che, sfuggito all'autorità di Pisa nel 1288, si era stabilito a Villa di Chiesa.

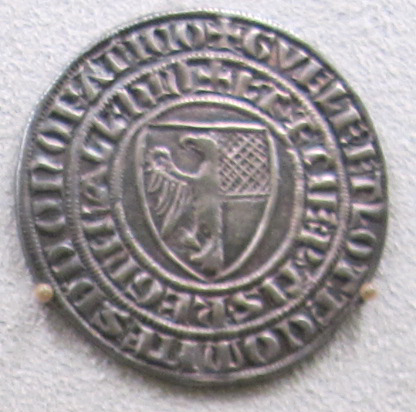
I tornesi fatti coniare da Guelfo nella zecca di Villa di Chiesa

Guelfo portò avanti una politica di ostilità verso il potere centrale della repubblica e coniò nella neonata zecca di Villa di Chiesa una moneta propria in argento sulla quale campeggiava la scritta:
In seguito tentò di impadronirsi con la forza del "sesto", curatorie del Sulcis, Nora e Decimo, che dopo la divisione del 1282 era passato a Gherardo della Gherardesca, occupando il castello di Gioiosaguardia, presso Villamassargia. La risposta di Pisa non si fece attendere e nel 1295 le truppe della repubblica guidate dallo zio avversario Ranieri Della Gherardesca e da Lupo Villani e coadiuvate dalle forze di Mariano II di Arborea assalirono Villa di Chiesa e la espugnarono.
Guelfo venne ferito da una verga sardesca nei pressi di Domusnovas e tentò quindi la fuga verso Sassari ma morì a causa di un'infezione nell'ospedale di San Leonardo de Siete Fuentes situato nel territorio del giudicato di Arborea. Villa di Chiesa venne amministrata per un breve periodo dagli arborensi per poi passare sotto il saldo controllo del comune di Pisa tra il 1301 e il 1302.
Le altre curatorie in mano ai Della Gherardesca gherardiani rimasero in loro possesso fino al 1355 quando alla morte dell'ultimo erede Gherardo il Giovane i territori vennero confiscati dagli aragonesi e annessi al regno di Sardegna.

## La Sardegna comunale

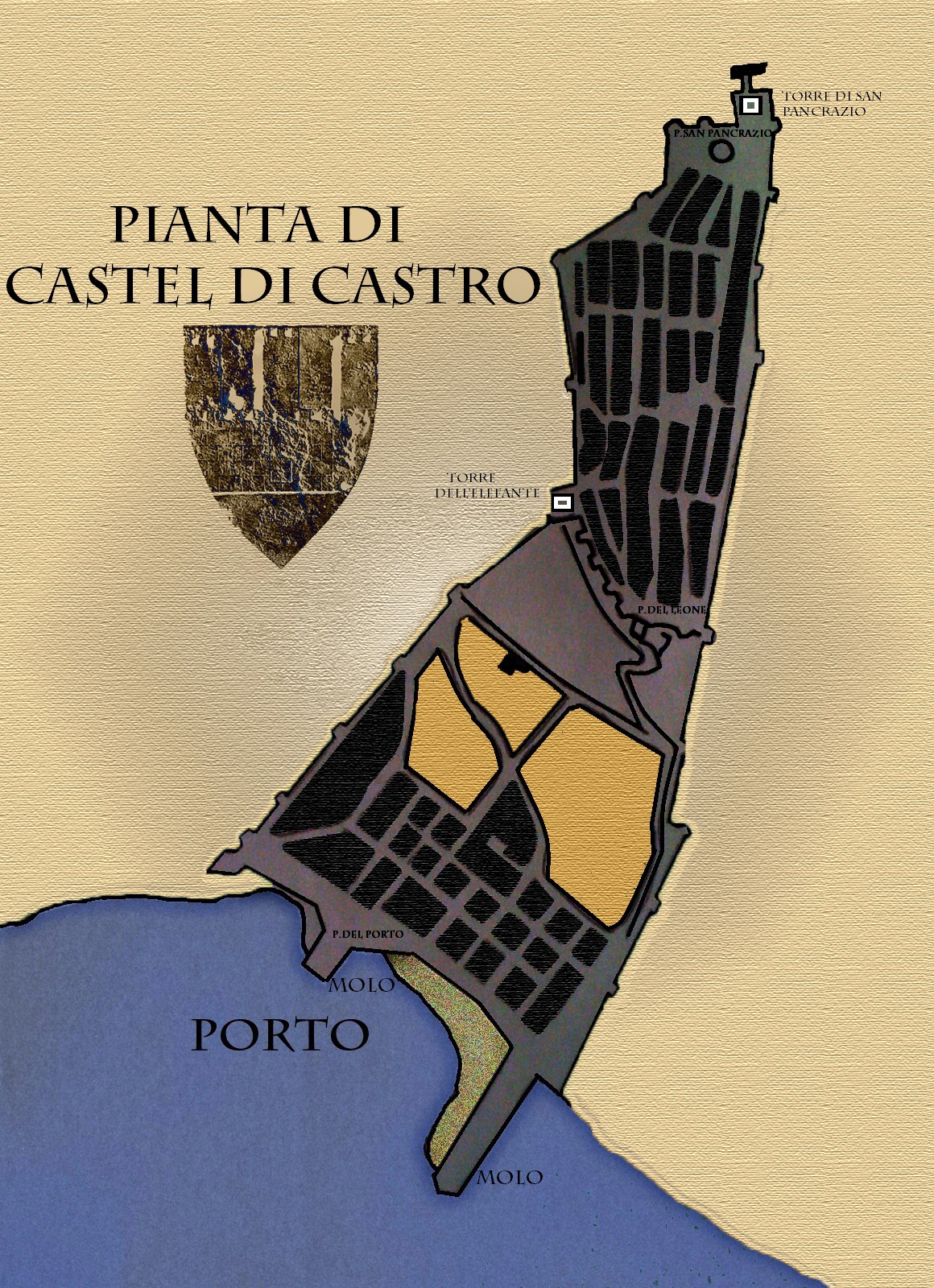
Pianta di Castel di Castro durante il periodo pisano.

### Castel di Castro
Castel di Castro fu edificata dai mercanti pisani nel 1216-17 sul colle ad est di Santa Igia, capitale del giudicato di Calari, ceduto con la forza da Benedetta di Cagliari a Lamberto Visconti di Eldizio, giudice di Gallura. Nel 1258 essa, a seguito della distruzione di Santa Igia, divenne il primo possedimento del comune di Pisa in Sardegna. Nella seconda metà del XIII secolo Castel di Castro contava circa 12.000 abitanti, ed era costituita da quelli che sono oggi i quartieri storici per eccellenza di Cagliari, ossia il Castello, la Marina con suo porto, il borgo di Stampace e il borgo di Villanova. Mentre in Castello e nella Marina risiedevano prevalentemente pisani, Stampace e Villanova furono popolate dai profughi di Santa Igia e dai sardi provenienti dal resto del distretto cagliaritano che comprendeva, oltre Castel di Castro, le ville di Quartu, Selargius, Sestu e Assémini.
La città diversamente dai comuni dell'epoca non era governata da un podestà ma da due "castellani" nominati di anno in anno dal comune di Pisa, coadiuvati da una sorta di parlamento popolare detto "Consiglio degli anziani". La legge era regolamentata dal "Breve di Castel di Castro", un codice amministrativo-legislativo e dal "Breve del Porto Cagliaritano" emanato il 15 marzo 1318, che regolamentava le attribuzioni commerciali.
Venne conquistata dai catalano-aragonesi nel giugno del 1326.

### Sassari

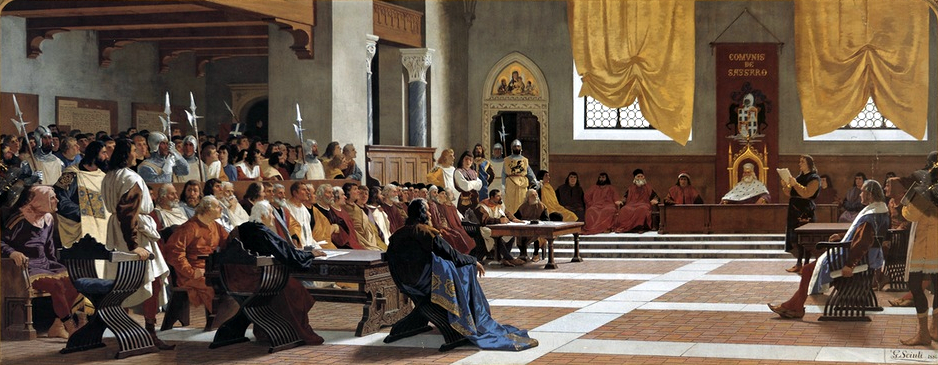
La proclamazione della Repubblica sassarese (Il Consiglio della Repubblica sassarese), di Giuseppe Sciuti, circa 1880. Palazzo della Provincia, Piazza d'Italia, Sassari.

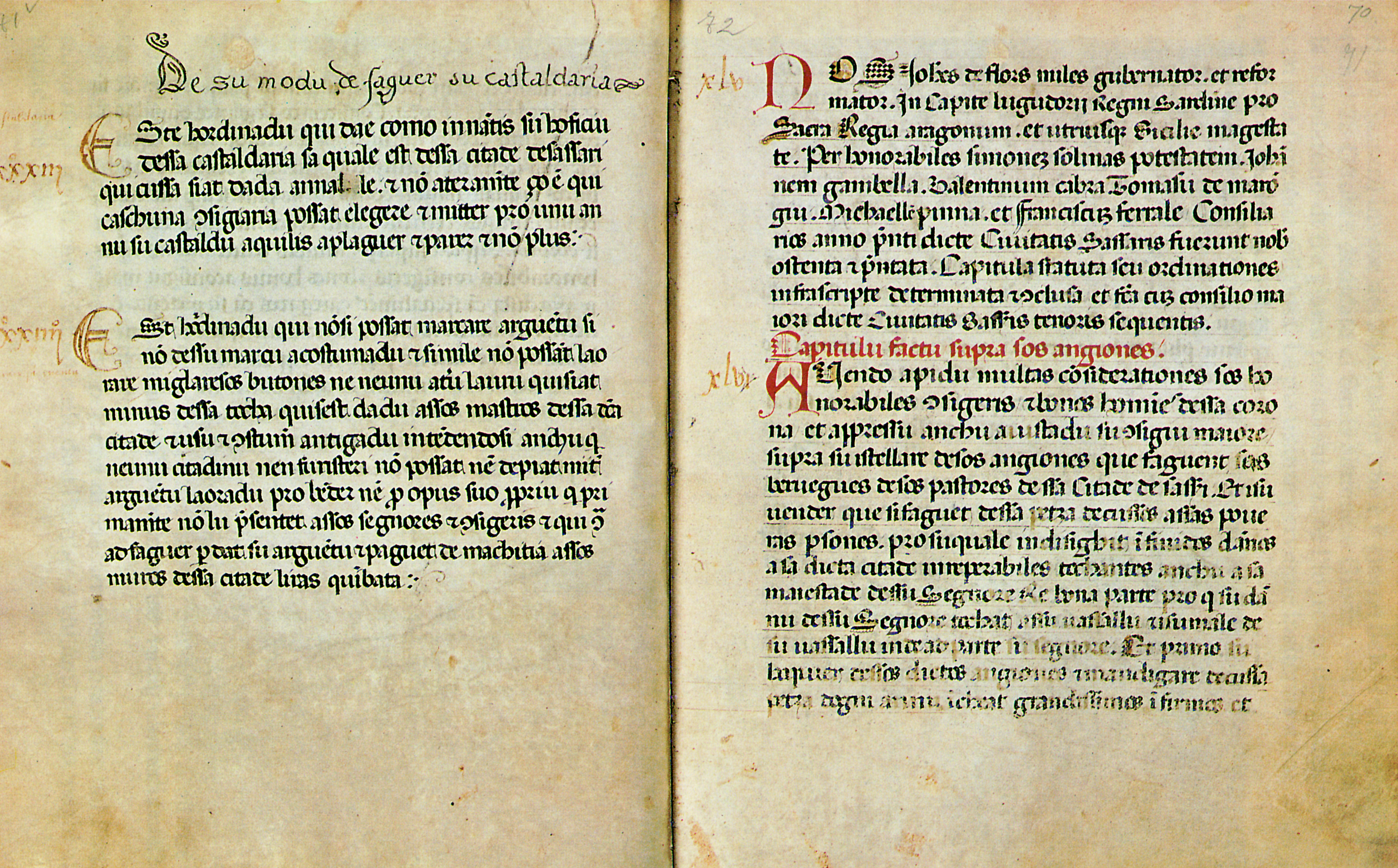
Versione in sardo logudorese degli Statuti Sassaresi

Ancora non si sa con certezza in quale anno Sassari, città al tempo di circa 15.000 abitanti e forse la più grande dell'isola, si rese autonoma e divenne un libero comune medievale. Probabilmente ciò avvenne giuridicamente dopo la morte dell'ultimo giudice turritano Enzo di Sardegna nel 1272, ma già da anni il governo della zona era stato affidato a Michele Zanche.
La città, che si era data un proprio statuto nel 1283, venne amministrata inizialmente da podestà pisani ma dopo la battaglia della Meloria furono sostituiti da podestà genovesi.
Dal marzo del 1294 il comune di Sassari infatti, tramite un trattato, divenne comune confederato (pazionato) della repubblica di Genova. I podestà inviati dalla città ligure dovevano impegnarsi a rispettare lo statuto, restavano in carica per un tempo ristretto, verosimilmente un anno per evitare fenomeni di corruzione, e evitavano, essendo esterni ai potentati cittadini, l'instaurarsi di lotte per il controllo del potere da parte delle fazioni locali.
Il Comune di Sassari smise di esistere allorché si alleò nel 1323 con i catalano-aragonesi, costituendo insieme ad altri territori il primo nucleo del regno di Sardegna.
Gli accordi con Giacomo II di Aragona prevedevano il diritto di mantenere i propri statuti, tuttavia questi vennero mutati nell'estensione dei privilegi barcellonesi. Inoltre l'arrivo delle milizie aragonesi, l'istituzione della figura del vicario che limitò la giurisdizione, divenne retribuito dalla Corona e nominato a tempo indeterminato, portarono a una generale mutazione del diritto locale in favore di quello straniero.
Tuttavia Sassari divenne così capoluogo dell'intero capo di sopra dell'isola, essendo sede del Governatore. Nel 1331 Sassari ottenne il titolo di Città Regia. L'alleanza non fu duratura, tant'è che i sassaresi si ribellarono numerose volte, gli aragonesi costruirono il castello di Sassari per difendersi dagli stessi abitanti e la città nel 1410-20 divenne l'ultima capitale del giudicato di Arborea.

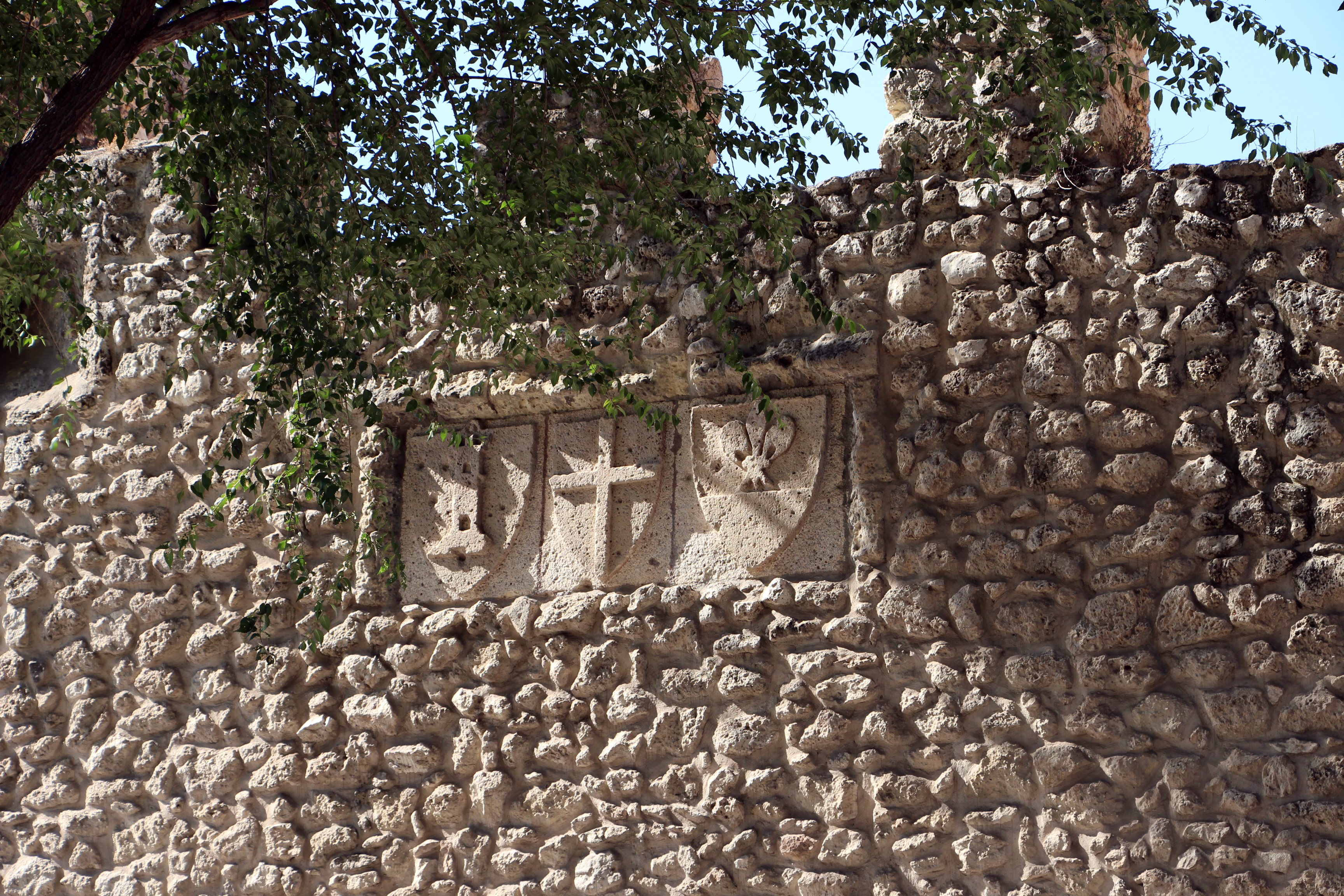
Mura di Sassari, stemmi del comune, Genova e del podestà

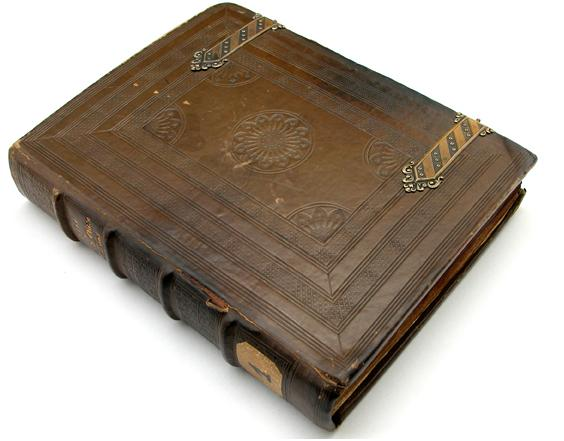
Volume del Breve di Villa di Chiesa.

Elenco dei podestà sassaresi noti
| Periodo | Periodo | Primo cittadino        | Partito | Carica         | Note  |
| ------- | ------- | ---------------------- | ------- | -------------- | ----- |
| 1272    | --      | Arrigo da Caprona      | Pisa    | Podestà        |       |
| 1281    | 1282    | Goffredo Sampante      | Pisa    | Podestà        |       |
| 1282    | 1283    | Tano Badia de Sismondi | Pisa    | Podestà        |       |
| 1300    | --      | Ottone Boccanegra      | Genova  | Podestà        |       |
| 1313    | --      | Rolando da Castiglione | Genova  | Podestà        |       |
| 1316    | --      | Cavallino De Honestis  | Genova  | Podestà        | [ 9 ] |
| 1323    | 1323    | Guantino Catoni        |         | Amministratore |       |

### Villa di Chiesa
Con la fine dei Della Gherardesca ugoliniani nel Cixerri, Villa di Chiesa passò, dopo una breve parentesi arborense, al comune di Pisa nel 1302. L'amministrazione cittadina era regolamentata da un "Breve", il Breve di Villa di Chiesa di cui è rimasta una copia del 1327 (epoca aragonese). Villa di Chiesa, che contava all'epoca circa 7.000 abitanti, era popolata in maggioranza da sardi e pisani ma erano presenti anche altri immigrati, provenienti anche dall'area germanica. Importante centro minerario, era dotata di una zecca che sopravviverà anche durante la dominazione iberica.

## La Sardegna pisana

### Acquisizioni territoriali

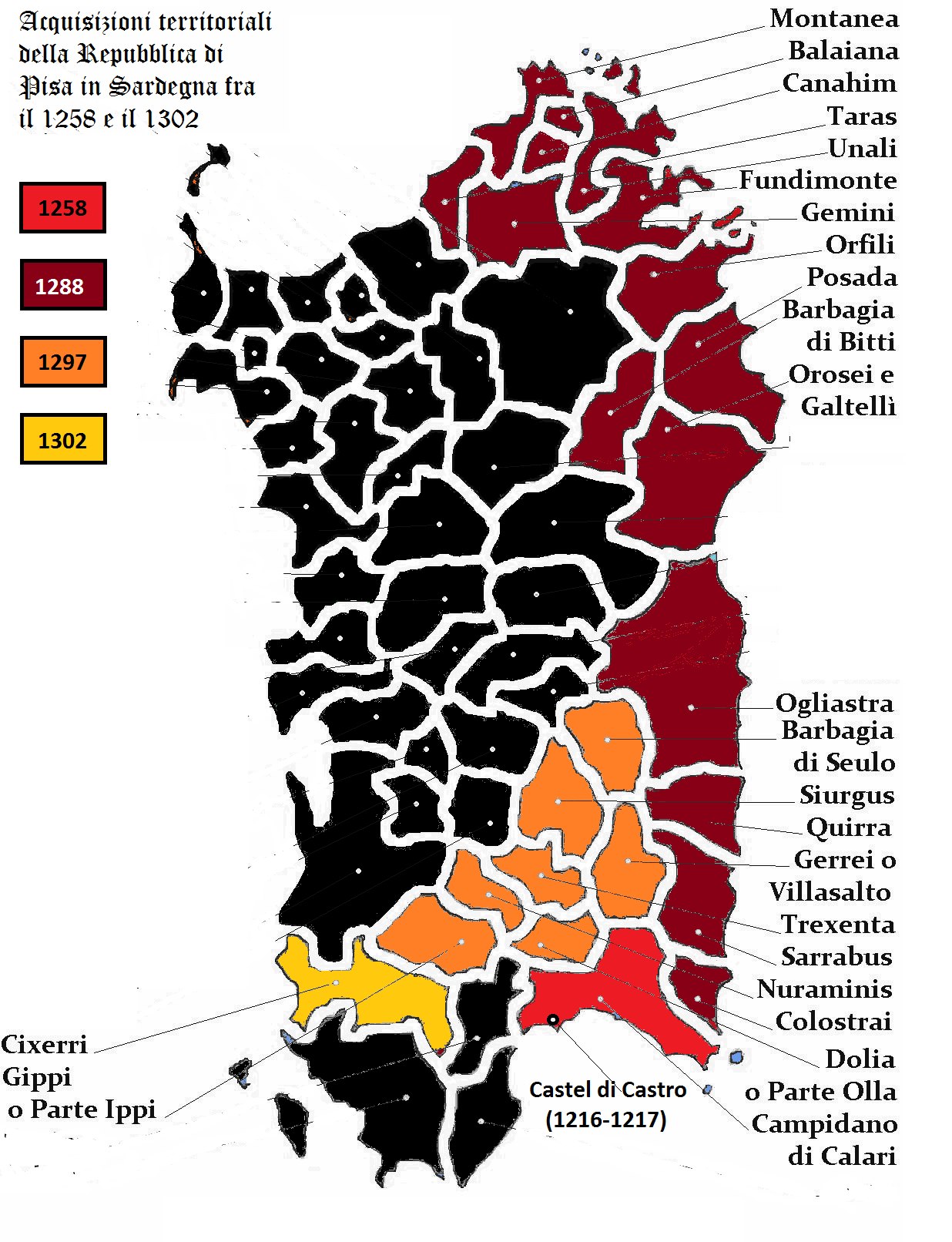
Acquisizioni territoriali della Repubblica di Pisa in Sardegna tra il 1258 e il 1302.

Nel 1288 la repubblica di Pisa, che già possedeva sull'isola la rocca di Castel di Castro, intraprese una politica di espansione dei suoi domini d'oltremare attraverso l'annessione del giudicato di Gallura e la conseguente cacciata dell'ultimo giudice Nino Visconti (che d'altronde era pisano). Il nuovo territorio venne governato da un vicario e regolato da un Breve; in esso cominciarono a svilupparsi dei comuni di tipo italiano con propri Brevi ed autonomie e governati dai podestà, è il caso di Orosei e di Terranova (l'odierna Olbia). Un importante documento sull'amministrazione pisana di questi territori è il Liber fondachi che riporta le entrate fiscali della curatoria di Galtellì.
Alla morte di Mariano II di Arborea nel 1297, Pisa ottenne inoltre, tramite eredità dal defunto giudice arborense, il terzo dell'ex-giudicato di Cagliari che dopo la spartizione del 1258 era passato agli Arborea. La repubblica entrò quindi in possesso delle curatorie di Gippi, Nuraminis, Trexenta, Marmilla inferiore, Dolia, Siurgus, Gerrei, e Barbagia di Seùlo, corrispondenti a larga parte della Sardegna centro-sud-orientale. Così come nei territori dell'ex-giudicato di Gallura, l'amministrazione fu affidata ad un vicario e ad un Breve.
Come già detto fra il 1301 e il 1302 Pisa venne in possesso anche di Villa di Chiesa e dell'intera ex-curatoria del Cixerri, in precedenza di proprietà dei Della Gherardesca ugoliniani.

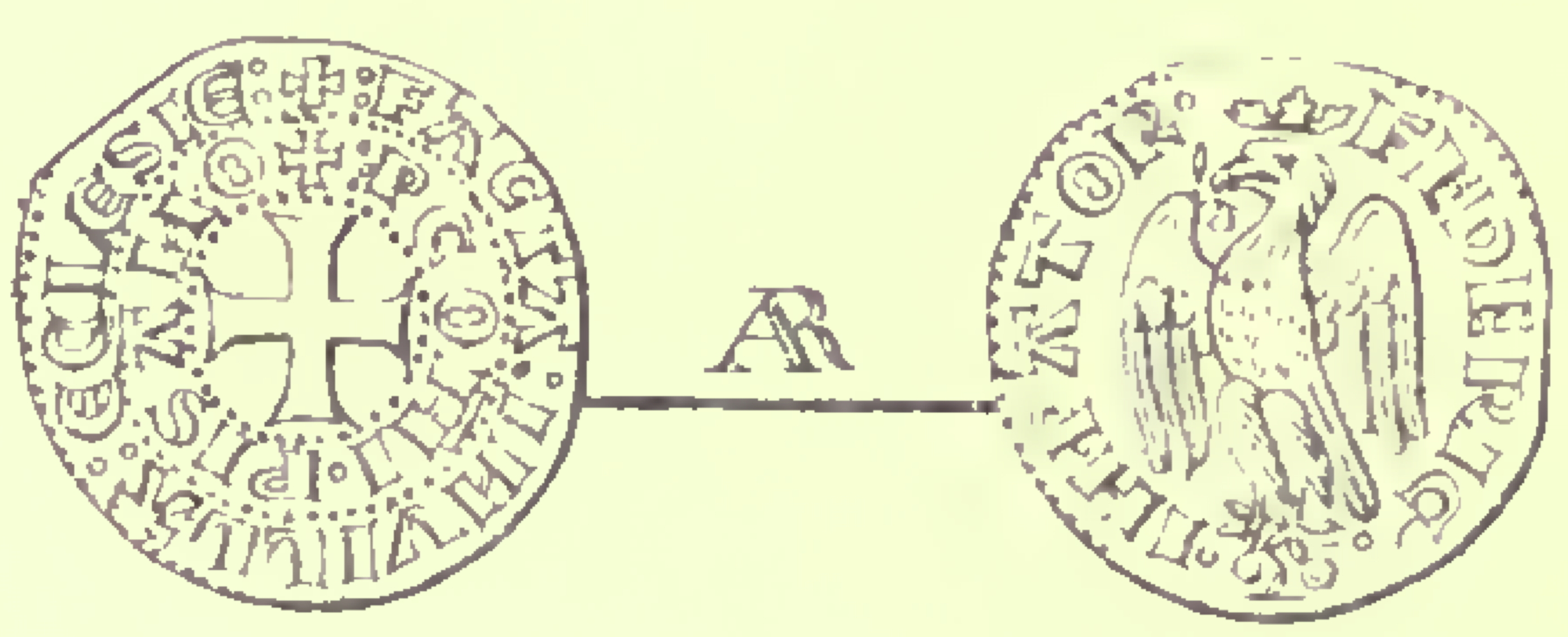
Aquilino, sul dritto si legge: FACTA IN VILLA ECLESIE P(ER) COM(UN)I PISANO, sul rovescio: FEDERIC(U)S IN(PER)ATOR.

La moneta in circolazione era il grosseto, detto anche aquilino, che veniva coniato nella zecca di Villa di Chiesa.

### Fine della Sardegna pisana
All'alba del XIV secolo Pisa controllava quindi gran parte della Sardegna meridionale e centro-nord-orientale, ricavando da essa quasi la metà delle sue rendite annuali (circa 90.000 fiorini d'oro). Il dominio su questi territori durò però solo per pochi decenni; nel giugno del 1323 una grande armata catalano-aragonese sbarcò sull'isola per realizzare territorialmente il regno di Sardegna, costringendo, dopo una campagna militare, la repubblica di Pisa a lasciare per sempre la Sardegna (1326).

## Galleria d'immagini
- • Famiglia Doria
• Famiglia Malaspina
• Comune di Sassari
• Giudicato di Arborea
• Influenza pisana

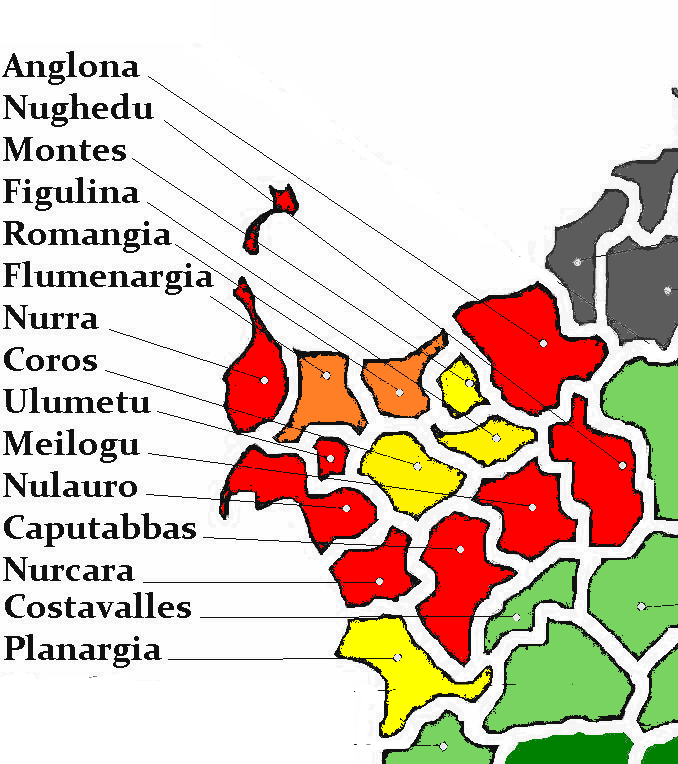
La Sardegna di fine XIII secolo: . Influenza genovese . Influenza pisana . Giudicato di Arborea
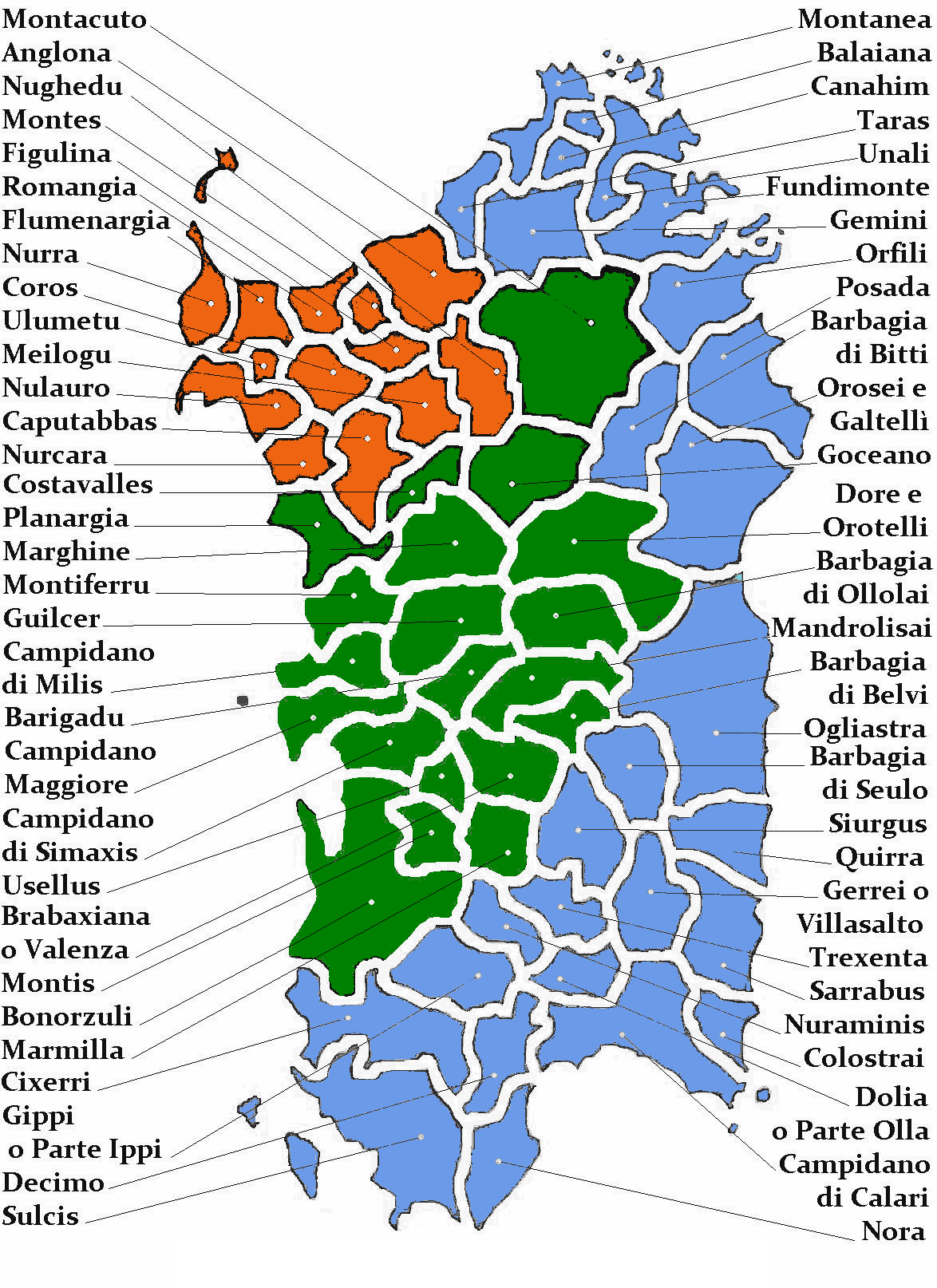
La Sardegna di fine XIII secolo: Influenza genovese Influenza pisana Giudicato di Arborea
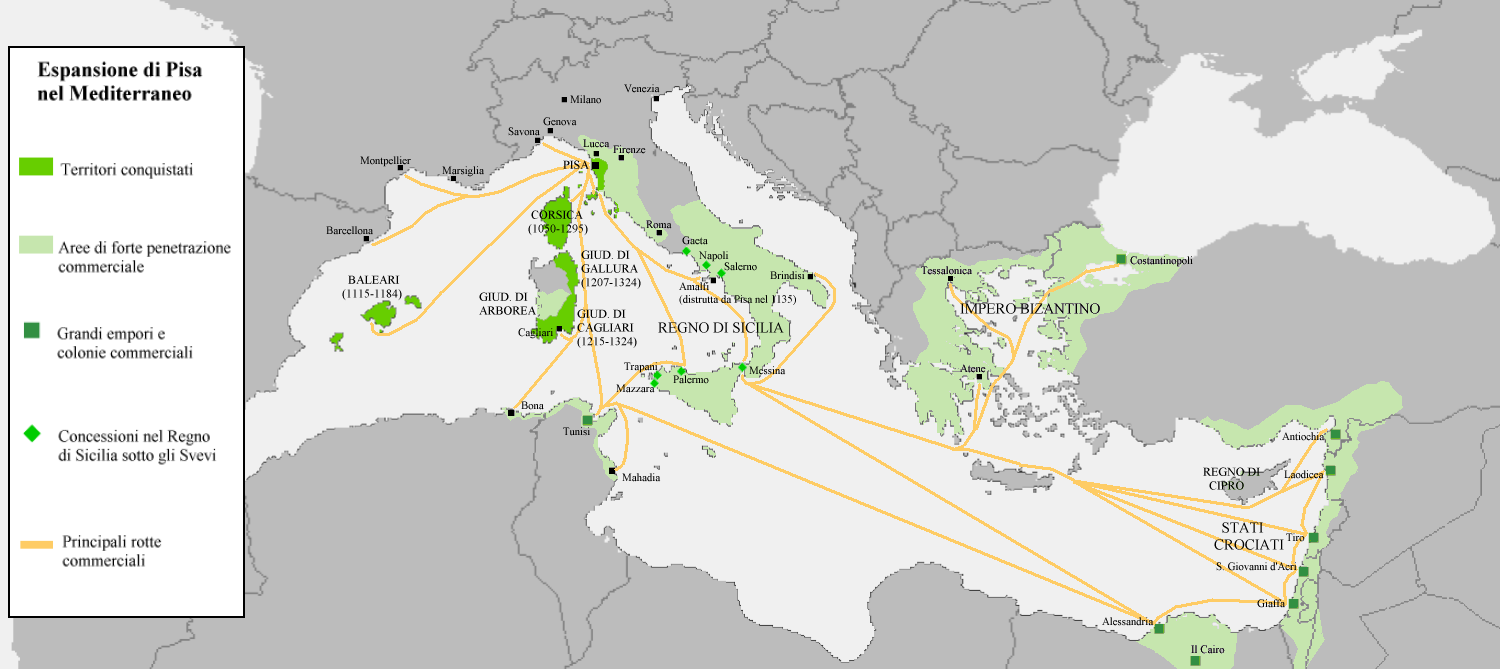
Massima espansione diacronica della Repubblica di Pisa
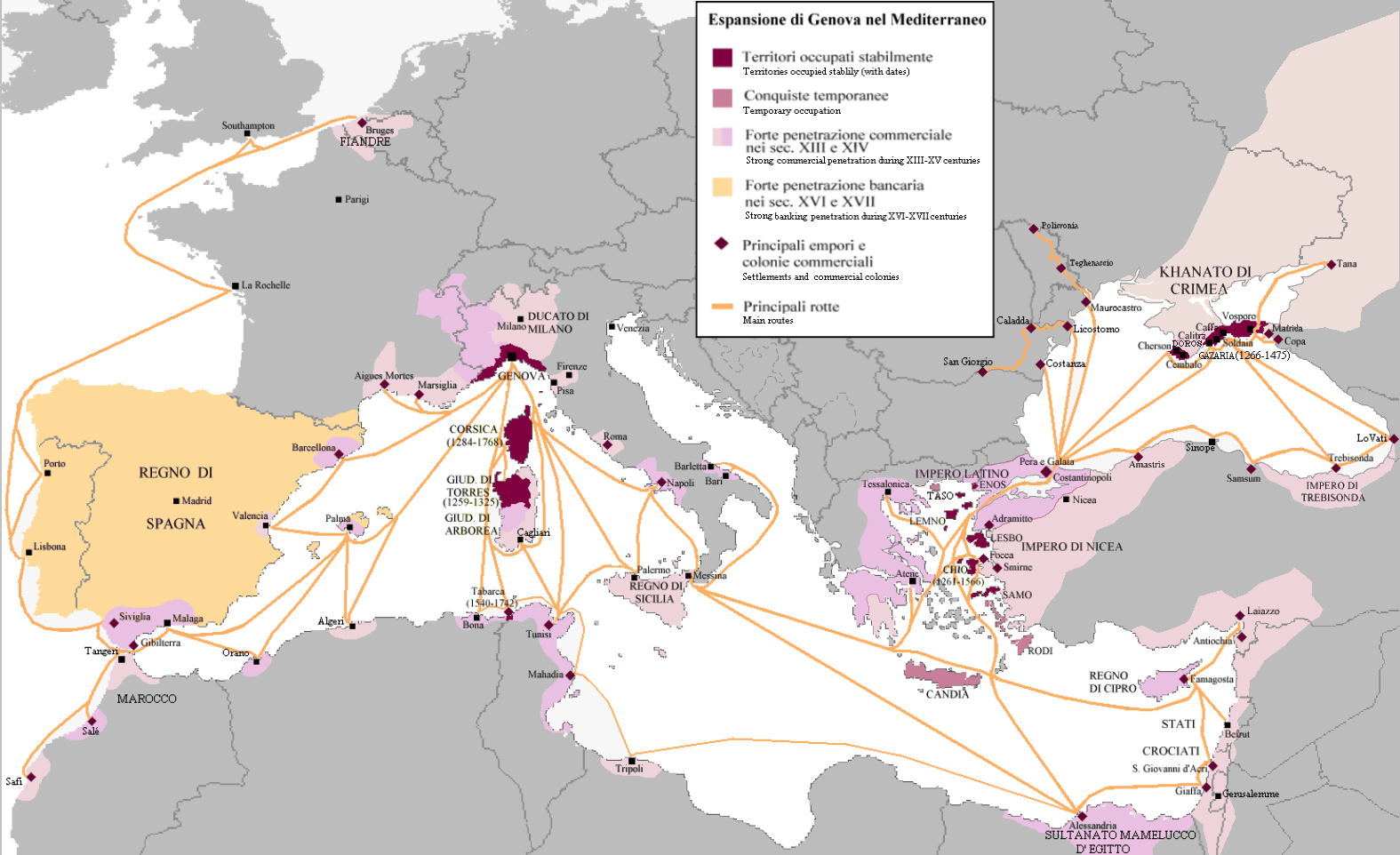
Massima espansione diacronica della Repubblica di Genova